# Пушкар Микола Сидорович
Мико́ла Си́дорович Пушка́р (* 3 серпня 1930, село Шолохове, нині Нікопольського району Дніпропетровської області — † 21 липня 1995) — український кріобіолог. Член-кореспондент АН УРСР (обрано 29 березня 1978 року).

## Біографія
Микола Сидорович Пушкар народився 3 серпня 1930 року в селі Шолохове, нині Нікопольського району Дніпропетровської області.
1954 року закінчив Дніпропетровський медичний інститут.
Проректор (від 1968 року), ректор (1971) Українського інституту вдосконалення лікарів.
Від 1972 року — директор Інституту проблем кріобіології і кріомедицини АН УРСР (нині НАН України).

## Наукова діяльність
Наукові праці Миколи Пушкаря присвячено дослідженню дії низьких і наднизьких температур на біоматеріали, теорії та клінічній практиці кріоконсервування та трансплантації біоматеріалів.
Під його керівництвом було розроблено методи консервування кісткового мозку, тканини щитоподібної залози, лейко- і лімфоконцентрату периферійної крові людини, а також методи лікування з використанням цих біологічних об'єктів.
М. С. Пушкар керував важливими фундаментальними дослідженнями, спрямованими на вивчення механізмів кріопошкодження і кріозахисту клітинних структур, а також чисельними прикладними розробками, був ініціатором створення оригінальної апаратури для низькотемпературного консервування.

## Відзнаки
Нагороджено орденом Трудового Червоного Прапора та орденом «Знак Пошани».
- 1978 — Державна премія СРСР.
- 1980 — премія імені Олександра Богомольця АН УРСР.